# Кандыбино (Николаевская область)
Кандыбино (укр. Кандибине) — село в Новоодесском районе Николаевской области Украины.
Основано в 1815 году. Население по переписи 2001 года составляло 457 человек. Почтовый индекс — 56654. Телефонный код — 5167. Занимает площадь 0,567 км².

## Местный совет
56654, Николаевская область, Новоодесский район, село Кандыбино, ул. Горького, дом 22, тел. 9-64-45.